# ミルモでポン!
『ミルモでポン!』は、篠塚ひろむによる日本の漫画作品。

## 概要
外見は可愛いが、へそ曲がりの妖精ミルモとその周辺の人々や妖精とのお話。時にファンタジー、時にラブコメ。
原作漫画は、2001年2月3日発売の『ちゃお』（小学館）2001年3月号に読み切り版（『恋はゲームで!』に収録）が掲載され、同年8月3日発売の2001年9月号から連載が開始した。『ちゃおデラックス』では番外編なども掲載された。
『ちゃお』での連載は2005年12月3日発売の2006年1月号をもって終了し、さらに各種番外編も終了の上、2006年1月20日発売の『ちゃおデラックス』での番外編掲載を最後に完結。ちゃおコミックス全12巻、アニメ版は全5巻。
2005年12月21日には公式ファンブックである『ミルモでポン! メモリアルファンブック』が発売された。
2003年に、第27回（平成15年度）講談社漫画賞の児童部門、および第49回（平成15年度）小学館漫画賞の児童向け部門を受賞した。累計発行部数は215万部を突破している。
アニメ化以降、連載終了まで扉絵は毎月カラーだった。また、放映終了まで表紙に毎回登場していた。なお、連載終了後もちゃおコミックス一覧欄などにミルモのイラストが載っている。
『ちゃお』のほかに、アニメ版が放映された2002年から小学館の児童向けの雑誌である『幼稚園』・『めばえ』・『学習幼稚園』でも連載された（詳細はこちらの記事を参照）。しかし、学年別学習雑誌においては低・中学年向けのものにアニメの情報が掲載されるのみに留まり、漫画版は連載されなかった。
2023年、アイドルグループ「≒JOY（ニアリーイコールジョイ）」の出演で「≒JOY☆FAIRY LIVE STAGE『ミルモでポン!』」として舞台化された。また、舞台化を記念して、17年半ぶりとなる描きおろしエピソードが『ちゃお』7月号に掲載された。ミルモの過去を描いた内容となっている。
2024年5月6日には続編となる「ミルモでポン！〜わんもあ〜」が発表され、大学生となった楓とミルモのエピソードが描かれた。

## あらすじ
ごく普通の中学1年生の南楓は同じクラスの結木摂に片想いをしていたが、話しかけることも出来なかった。そんな中、楓の願う気持に妖精界から呼び出された恋の妖精ミルモが、魔法を使い、楓の恋を叶えるため人間界に住むこととなった。そして、結木にはミルモの婚約者になる予定だったリルム、転校生で結木のことが好きな日高安純にはミルモのライバルであるヤシチ、楓に恋をした松竹香にはミルモの弟ムルモがパートナーとなり、妖精達はそれぞれの願いを叶えるために人間界に住むことになる。
なお、漫画では連載開始時から中学2年生に、8巻目から中学3年生に進級している。

## 作中用語

### 世界観・舞台設定
この作品では大きく分けて「妖精界」と「人間界」の2つの世界が存在する。

#### 妖精界
ミルモたち妖精の住む世界のこと。人間界と繋がっており、ミルモたち妖精はそこを自由に行き来することができる（ただし人間とパートナーになっていない妖精は人間界に永く留まることは許されていない）。妖精は基本的には人間には見えず音もきこえず、見ることができるのはマグカップで妖精を呼び出し、パートナーになった人間だけであるが、妖精に度々ちょっかいを出すボスラという凶暴な猫や犬などといった動物やアニメ『わがまま☆フェアリー ミルモでポン! わんだほう』第39話で登場した赤子の悠太には妖精が見えている。
人間界と妖精界は表裏一体で、人間界が善の心に包まれていれば妖精界も平穏になるが、逆に人間界が悪の心に染まると妖精界にも悪い影響が出てしまう。元々2つの世界に繋がりはなかったが、遥か昔に妖精界に出来た最初の「ほころび穴」の中に偶然通りかかった妖精が落ち、それと同時期に人間界で強い願いを持った人間が祈ったことで、「ほころび穴」の中の異空間にさ迷っていた妖精は願いの力に引き寄せられ、マグカップの中からその人間のもとに現れたことで、2つの世界は偶然にも繋がった。妖精のもつ楽器の力とマグカップが反応して、二つの世界の道を作るので、たとえ人間であっても魔法の楽器を持っていれば、妖精界と人間界を行き来することは可能。
ミルモの里
ミルモ達の住む場所のこと。里の名前には第一王子の名前が使われる為、主人公ミルモと同名である。
ガイア族の里
妖精界の全てを司るガイア族の妖精の住む場所のこと。その場所に辿りつくには怪物（ワーム）や猛獣（サーベルタイガー）が巣食う洞窟を通り抜けなければならない。
時の神殿
ガイア族の里にある天まで届くツルの頂上にある、神秘的な神殿。妖精界が誕生した時には既に存在していたらしく、様々な時代に繋がる「時の廊下」の入口も存在している。中央には妖精界の時間を動かしている「時の宝玉」が安置されている。
魔界
ゲーム『わがまま☆フェアリー ミルモでポン!〜8人の時の妖精〜』に登場。ダアクが妖精界と魔界をつなげるため、魔界への穴を作ったがミルモたちと8人の時の妖精により穴は防がれた。魔界の背景は出現していない。
クリスタルランド
タコスやイカス、ウサギやリスが作られた場所。内乱により時の海の国「ウナバランド」と時の陸の国「シンリーン」に別れていた。妖精界とも人間界とも違う世界らしい。後にタコスやミルモたちの活躍により内乱は収まって海と陸の国はひとつになり、その活躍を称えられたタコスが王となっている。

#### 人間界
実在する特定の地名、場所などはほとんど明示されることは無かった。
南楓の家
とあるマンションの一室にあるごく一般的な住まい。
日高安純の家
とある二階建ての一軒屋。アニメ版では何度かワルモ団の棲家にされたこともあった。
結木摂の家
とあるマンションの一室にある。南楓のマンションとは別の場所にある。
松竹香の家
とある場所にある豪邸。自家用プールやセキュリティ設備などが備わっている。
城戸悦美の家
とある場所にある一軒屋。家業である花火製作所が隣設されている。
梅園桃の家
とある場所にある豪邸。松竹の家よりも豪華で、楓たちとは違う地域に住んでいる。
江口沙織の家
とある場所にある洋風の建物。音楽演奏、練習のための施設が整っている。
住田光一の家
とある場所にある一軒屋。
森下はるかの家
とある場所にある一軒屋。昔転校する前に住んでいた家と同じなのかは不明。
学校
南楓たちが通う中学校。正式な校名は不明。中高一貫制。昼食は各自の弁当持参となっている。屋上には妖精学校とミモモショップが建てられており、人間界にやってくる妖精や人間とパートナーになっている妖精相手に商売を行っている。
制服はブレザーで、夏は黒の半袖ワイシャツに緑を基調としているが、冬は白の長袖ワイシャツに青を基調（アニメ版より）としており、学校指定のコートもある。
河川
劇中で頻繁に出てくる場所。南楓が学校に通学する時や花火大会（夏祭り）で見られた。なお、河原にはF.D.Cの秘密基地が存在する。
ワルモ団の基地
公園の隅に木の枝やゴミを集めて作った見窄らしい基地であるがために、猫などにすぐに壊される災難が多く、一時は上記の河川近辺へ移ったが台風で川に流されてしまったため、再び公園に築いた。

### 魔法
全ての妖精に扱うことができる不思議な力。掛け声は「〜でポン」。
本来の魔法
妖精は生まれる時に妖精界の神である「ガイア族」から魔法の力が込められた「楽器」を贈られ、その楽器を使うことで魔法を使うことができる。マークは中央にハートが描かれている星型の紋章。
効果は物を出したり、別のものに変化させたり、移動させたりと様々。怪我や病気を治す魔法は存在しないが、楓の恋心が壊れたときにミルモがスリ傷を直す魔法を使っていた。
また熟練度もある程度関わっているらしく、マルモ国王やエンマたちの魔法はミルモたちよりも高度なものである。ミルモたち4人の楽器が壊れて新しく彼らに支給されたときの楽器はまだ魔法が使えなかったが、楽器の持ち主の精神力が上がり、楽器が光り出してからは魔法がパワーアップして使えるようになった。
セッション魔法
ミルモ・リルム・ヤシチ・ムルモが使える、妖精が2人以上で同時にかける魔法。ミルモたち4人の楽器が壊れた時、ダアクを危惧していたガイア族の指示により、トプルによって作り直した新しい楽器に加えられた機能である。妖精の組み合わせによって魔法の効果が以下のように異なる。
- ミルモ&リルム:復元
- ミルモ&ヤシチ:反射
- ミルモ&ムルモ:妖精化
- リルム&ヤシチ:合体
- リルム&ムルモ:召喚
- ヤシチ&ムルモ:透明化

3人のセッション魔法の場合は、4人の中で唯一セッション魔法に参加しない者をゴールデン（体が黄金色）にする。ゴールデンになった妖精は、魔法・攻撃力・その他諸々が全体的にパワーアップする。
アニメ『わがまま☆フェアリー ミルモでポン! ごおるでん』終盤で登場した4人全員のセッション魔法は、壊れた沙織のフルートを修復、ゴールデンに変えて沙織がその音色を奏でることで悪い心に侵された者たちの心を浄化し、ダアクを倒す決め手となった。
黒魔法
ガイア族と対極の立場にあたるダアクが使う闇の魔法。黒魔法のマークは中央に上下逆のハートが描かれている上下逆の黒星で、魔法の色は黒で統一されている。通常の魔法よりも強力で、人や生き物を操ったり、破壊する魔法に長けているものが多い。
アニメではダアクから力を与えられたワルモ団、アクミに直接黒魔法の力が宿っており、ラットがダアクから与えられた「カラクリガン」にも同じ力が宿っている。また、ワルモ団に操られた状態のリルムやムルモも黒魔法を扱っていた他、妖精以外では桐生やダアクに操られている状態の沙織も黒魔法を扱っている。

### 魔法アイテム
原作登場のアイテムとアニメオリジナルのアイテムが存在した。
マグカップ
妖精が人間界と妖精界を行き来する為の道具。パートナーになるときも使う。しかし割れると行き来できなくなる。
うちわ
妖精が空を飛ぶ際に使用する2枚のうちわ。
ちびっこパウダー
使うと小さくなる。
恋心スイトール
妖精暗黒通販アイテム。使ったらその人の好きな人との記憶が全て吸い取られてしまう。
本音リップ
妖精暗黒通販アイテム。つけると本音を喋ってしまう。
いらいら血管シール
妖精暗黒通販アイテム。貼られると怒りやすくなる。
妖精らくがきノート
アニメオリジナルアイテム。そのノートに書き込んだ相手をノートの中に閉じ込め、更に書いたことがノートの中で起きてしまう危険なアイテム。ヤシチや安純がこれを使い、ミルモや楓にいたずらした。
ちぇんじクッキー
アニメオリジナルアイテム。そのクッキーを半分にして食べた者達は中身が入れ替わってしまい、入れ替わった妖精は魔法が使えなくなってしまう。元に戻るにはクッキーをまた半分にして食べること（ただしミモモによると、クッキーを食べなくとも時間が立てば自然に戻るらしい）。
作中ではミルモと楓、ヤシチと安純、ムルモと松竹がそのクッキーを食べて入れ替わってしまったが、終盤では粉々になったクッキーを浴びた周囲の者全員がバラバラに入れ替わってしまった。
ちゅっちゅシール
シールを貼られた2人は合図（縄跳び）と共にキスをしてしまう。
秋茄子風船
アニメオリジナルアイテム。その人の事を思いながら風船を膨らまして割ると、異性の相手が好きになってしまう。
ミルモコール
ミルモが「無印」から「ごおるでん」中盤まで使用していた携帯電話。玩具タイアップアイテムの一つ。
パソコン（ミモモパソコン）
ミルモやヤシチがミモモが経営する妖精（暗黒）通販にアクセスする為のアイテム。玩具タイアップアイテムの一つ。原作でも形状がよく似たアイテムが登場していた。
マジカルマイク
アニメオリジナルアイテム。楓がガイア族から授かった魔法のアイテム。「ミルモンミルモンプリクリム〜、お願いミルモ、○○して！」の呪文とともに使用することでミルモの魔法力をパワーアップさせることができる。
また「ミルモンミルモンプリクリム〜」と言うだけで、自ら妖精に変身することもできる。玩具タイアップアイテムの一つ。
フェアリーコール
アニメオリジナルアイテム。楓が妖精界の危機を救ったお礼として貰ったアイテム。楓が「コールフェアリー」の掛け声とともに両手を頭の上に掲げる事で手のひらに出現する。主にミルモとの連絡の為に使用された。玩具タイアップアイテムの一つ。
マジカルウォッチ（腕時計ケータイ）
ゲームオリジナルアイテム。ミルモたち妖精が腕に付けて使用するアイテム。主に楓や仲間の妖精との連絡用に使用された。玩具はゲーム『わがまま☆フェアリー ミルモでポン!〜8人の時の妖精〜』に付属。
フェアリーコールC
楓が持つフェアリーコールにタコスがクリスタル探知機能を追加してパワーアップしたアイテム。付属のカードと組み合わせて使用する。最初は楓専用のアイテムだったが、クリスタルを早く見つけたいタコスによって新たに安純・結木・松竹用のフェアリーコールが作られ、各自使用するようになった（カバーの色はそれぞれ異なる）。
クリスタルを発見した時は「クリスタルみ〜っけ、送信!」の掛け声とともに使用キャラクター独自のリアクションを行い、パートナー妖精とのセッション魔法で、クリスタルを回収することができる。玩具タイアップアイテムの一つ。玩具としてはフェアリーコールC本体にカードを差し込み、カード同士でメール交換が出来たり、セット売りの物では本体のカバーの色を楓、結木、安純、松竹の4種類から変更することも出来た。
リストピディエ ハートミルモード
アニメオリジナルアイテムの一つ。楓が劇中でさりげなく付けていたが使用することは無かった。玩具タイアップアイテムの一つ。
コロッとスプレー
スプレーをかけた者の性格を正反対の性格にしてしまう。
乙女ちっくパウダー
男がこれを顔に塗られると女になってしまい、元に戻れなくなる。原作第6巻に登場。
透明フラフープ
これを使うと透明になれる。
睡眠魔法のグニャリと眠れ球
アニメオリジナルアイテム。イチローが紫色の野球ボールに睡眠魔法をかけて作った球。これに当たると、3日間眠ってしまう。ワルモ団はこれでキャップ以外のフェアリーズ・チームを眠らせることに成功した。
アーユーレディレディ
アニメオリジナルアイテム。桃が大人になって松竹を誘惑しようとヤマネにミモモショップで取り寄せさせたアイテム。使うとどんな女性も魅力的な大人の女性に変身させることができるメイクセット。
魔法初級者でも簡単に使えるが、使い方を間違えると相手をカエルに変えてしまう上、魔法をかけた妖精もオタマジャクシに変わってしまう。説明書にこちらのしょうひんは、れんぞくしておつかいになりますとどえらいことになります　ちゅういしてちょと書かれている。
クレクレクレンジングクリーム
アニメオリジナルアイテム。ヤッシッシの実のエキスで作ったクリーム。アーユーレディレディの副作用でカエルやオタマジャクシに変えられた人間や妖精を元に戻すことができる。
赤ちゃん歩行器ハイグレード3
アニメオリジナルアイテム。ムルモが赤子の悠太をあやすためにミモモショップで購入したアイテム。赤ちゃんをご機嫌にする仕掛けが出てくる緑・黄色・赤の3つのボタンと元に戻すピンク色のリカバリーボタンが付属している。
緑のボタンで餌を食べる毎に巨大化する「食べっこアヒルちゃん（ただしアヒル自体はお世辞にも可愛いとは言えない）」、黄色のボタンで相手を拘束してとんでもないスピードで伸びる「伸びっこ椅子」、赤のボタンで大量のナンダカワカンナイノを噴射させる水鉄砲を出す。
幽霊でスッポン
アニメオリジナルアイテム。ミルモが怖がりと知ったワルモ団が使用した暗黒アイテム。頭を吸着させて引き抜けば、簡単に幽体離脱でき、ろくろ首や一つ目小僧等の妖怪に化けれるが、脱ぎ捨てた肉体に何らかの危害が及ぶと幽霊となった本人にも影響が出るため、肉体の管理が大変なのが欠点。

### その他の用語
時の宝玉
アクミがダアクを封印しているお札を盗んだついでに奪った、時間を自由に行き来する事のできる宝玉。その正体は妖精界の時間を動かしている物で、壊れてしまうと妖精界全体の時間が止まってしまう。元々は時間を旅する渡り鳥「時間鳥」のタマゴとして生まれるもので、普段は時の神殿に安置されている。
伝説のクリスタル
タコスの集めていた7つあるクリスタル。全て集めると願いが叶うと言われている。その正体はタコスたちの住むクリスタルランドのエネルギーそのもの。クリスタルの力を使いすぎると、クリスタルランドは崩壊してしまう。
フェアリンピック
4年に一回行われる妖精界のオリンピック。妖精化した人間の参加も認められている。
楽器お休みしますでぃ
3年に一度の楽器を休める日で、その日だけは魔法を使えない。その日に楽器を休ませずに使うとまず楽器がふにゃふにゃになり、そのあと使い続けると電撃を浴びて自分が楽器になってしまう。なお、トプルによると楽器が許してくれるまでもどれない。
「またたびにゃんにゃん」
辺境の地に続く洞窟を通る時に使われた歌。「またたびにゃんにゃん、またたびにゃ〜ん♪」と繰り返し歌うことで猛獣を刺激すること無く通りぬけることができた。たまに楓が鼻歌で唄っている。

## 書誌情報
- 篠塚ひろむ 『ミルモでポン!』 小学館〈ちゃおフラワーコミックス→ちゃおコミックス〉、全12巻
  1. 2002年2月26日発売[5]、ISBN 4-09-135013-5
  2. 2002年6月26日発売[6]、ISBN 4-09-135014-3
  3. 2002年9月26日発売[7]、ISBN 4-09-135015-1
  4. 2003年2月26日発売[8]、ISBN 4-09-135016-X
  5. 2003年7月26日発売[9]、ISBN 4-09-135017-8
  6. 2003年12月19日発売[10]、ISBN 4-09-135018-6
  7. 2004年4月27日発売[11]、ISBN 4-09-135019-4
  8. 2004年10月1日発売[12]、ISBN 4-09-135020-8
  9. 2005年2月1日発売[13]、ISBN 4-09-130090-1
  10. 2005年6月30日発売[14]、ISBN 4-09-130158-4
  11. 2005年9月30日発売[15]、ISBN 4-09-130257-2
  12. 2006年3月31日発売[16]、ISBN 4-09-130398-6

## 舞台
2023年、アイドルグループ「≒JOY（ニアリーイコールジョイ）」の出演で「≒JOY☆FAIRY LIVE STAGE『ミルモでポン!』」として舞台化。6月14日から18日まで、東京・品川プリンスホテル クラブeXで上演された。

### キャスト (舞台)
- ミルモ - 天野香乃愛
- リルム - 村山結香
- ヤシチ - 江角怜音
- ムルモ - 市原愛弓
- ハンゾー - 大信田美月
- サスケ - 小澤愛実
- マンボ - 高橋舞
- ガビン - 大西葵
- ペータ - 逢田珠里依
- ビケー - 藤沢莉子
- ムーン - 山田杏佳
- パピィ - 山野愛月

（以上すべて≒JOYメンバー）
- アンサンブル - 飯島優花、久保田有紗、永咲友梨

### スタッフ (舞台)
- 脚本・総合演出：川尻恵太
- 演出：白鳥雄介